# Beau Mirchoff
William Beau Mirchoff (Seattle, 13 gennaio 1989) è un attore statunitense naturalizzato canadese.

## Biografia
Nato a Seattle, Beau vive a Victoria, in Canada, assieme alla sua famiglia; il padre Bill è un medico della California, mentre la madre Kelley è casalinga. Mirchoff è il secondo di tre fratelli: il maggiore Luke pratica lacrosse e la sorella minore Reanna lo ha convinto a fare l'attore. Ha la doppia nazionalità statunitense-canadese.
La carriera di attore di Mirchoff è iniziata nel 2006 con il film Scary Movie 4, dove ha interpretato il ruolo di Robbie Ryan, ed è proseguita con la serie televisiva canadese Heartland e nel film The Grudge 3. Segue tra il 2009 e il 2010 la partecipazione in Desperate Housewives.
Dal 2011 al 2016 riveste il ruolo di Matty McKibben nella serie di MTV Diario di una nerd superstar. Affianca poi nel 2013 Selena Gomez e Jake T. Austin in The Wizards Return: Alex vs. Alex, film TV di Disney Channel dove interpreta l'antagonista Dominic.
Nel 2019 è guest star in Good Trouble, spin-off di The Fosters cui aveva già preso parte, ed è tra i protagonisti della serie Now Apocalypse.

## Filmografia

### Cinema
- Scary Movie 4, regia di David Zucker (2006)
- Il bacio che aspettavo (In the Land of Women), regia di Jon Kasdan (2007) – Non accreditato
- The Grudge 3, regia di Toby Wilkins (2009)
- Sono il Numero Quattro (I Am Number Four), regia di D. J. Caruso (2011)
- Born to race: Fast Track, regia di Alex Ranarivelo (2013)
- See You in Valhalla, regia di Jarret Tarnol (2015)
- Grass Stains, regia di Kyle Wilamowski (2015)
- Poker Night, regia di Greg Francis (2015)
- Flatliners - Linea mortale (Flatliners), regia di Niels Arden Oplev (2017)
- Detective Knight - La notte del giudizio (Detective Knight: Rogue), regia di Edward Drake (2022)
- Detective Knight - Giorni di fuoco (Detective Knight: Redemption), regia di Edward Drake (2022)

### Televisione
- Heartland – serie TV, 6 episodi (2007)
- Una sconosciuta nell'ombra (Stranger with My Face) – film TV, regia di Jeff Renfroe (2009)
- Desperate Housewives – serie TV, 18 episodi (2009-2010)
- CSI: Miami – serie TV, 2 episodi (2003-2011)
- The Protector – serie TV, 1 episodio (2011)
- CSI: Scena del crimine (CSI: Crime Scene Investigation) – serie TV, 1 episodio (2012)
- Il ritorno dei maghi - Alex vs. Alex (The Wizards Return: Alex vs. Alex), regia di Victor Gonzalez – film TV (2013)
- Aquarius – serie TV, 3 episodi (2015)
- Diario di una nerd superstar (Awkward) – serie TV, 89 episodi (2011-2016)
- The Fosters – serie TV, 3 episodi (2018)
- Good Trouble – serie TV, 12 episodi (2019-2024)
- Now Apocalypse – serie TV, 10 episodi (2019)

## Riconoscimenti
- 2012 – Teen Choice Awards
  - TV Breakout Star: Male per Diario di una nerd superstar.

## Doppiatori italiani
Nelle versioni in italiano delle opere in cui ha recitato, Beau Mirchoff è stato doppiato da:
- Paolo Vivio in Desperate Housewives, Diario di una nerd superstar, Now Apocalypse
- Marco Vivio in Good Trouble, The Fosters
- Emanuele Ruzza in Detective Knight - La notte del giudizio, Detective Knight - Giorni di fuoco
- David Chevalier in Scary Movie 4
- Simone Crisari in The Grudge 3
- Gabriele Lopez in CSI: Miami
- Federico Campaiola in Aquarius
- Federico Di Pofi in Un amore in fondo al mare